# Mekar Jaya (Sungai Gelam)
Mekar Jaya is een bestuurslaag in het regentschap Muaro Jambi van de provincie Jambi, Indonesië. Mekar Jaya telt 6289 inwoners (volkstelling 2010).